# Peperomia quatemata
Peperomia quatemata är en pepparväxtart som beskrevs av Friedrich Anton Wilhelm Miquel. Peperomia quatemata ingår i släktet peperomior, och familjen pepparväxter. Inga underarter finns listade i Catalogue of Life.